# Touwia laticostata
Touwia laticostata är en bladmossart som beskrevs av Ryszard Ochyra 1986. Touwia laticostata ingår i släktet Touwia och familjen Neckeraceae. Inga underarter finns listade i Catalogue of Life.